# سيسي (أين)
سيسي (بالفرنسية: Cessy)‏ هي بلدية فرنسية تقع في إقليم الأين في فرنسا. رمز إنسي لها هو:1071. أما الرمز البريدي لها فهو: 1170.